# Guido Sellan
Guido Sellan (Mühlacker, 5 dicembre 1910 – ...) è stato un calciatore italiano, di ruolo portiere.

## Carriera
Giocò in Serie A con il Modena.

## Palmarès

### Club

#### Competizioni nazionali
- Prima Divisione: 2

Taranto: 1934-1935, 1936-1937